# Fascellina tropaeosema
Fascellina tropaeosema är en fjärilsart som beskrevs av Louis Beethoven Prout 1916. Fascellina tropaeosema ingår i släktet Fascellina och familjen mätare. Inga underarter finns listade i Catalogue of Life.